# Bloc de programmes
 (juillet 2016).
Si vous disposez d'ouvrages ou d'articles de référence ou si vous connaissez des sites web de qualité traitant du thème abordé ici, merci de compléter l'article en donnant les références utiles à sa vérifiabilité et en les liant à la section « Notes et références ».
Un bloc de programmes est un ensemble d'émissions ou programmes (séries, documentaires, jeux, ...) de télévision occupant une ou plusieurs tranches horaires bien définies. Ces blocs sont souvent gérés par des services internes ou vendus à des sociétés de production spécialisées.

## Exemples
- Les blocs de programmes pour enfants du samedi et dimanche matin
- Les blocs de séries de fictions du soir